# ویتینو
ویکتور وینسیوس کئلو دو سانتوس (به پرتغالی: Victor Vinícius Coelho dos Santos) مشهور به ویتینو هافبک اهل برزیل است که در شهر ریودو ژانیرو و در تاریخ ۹ اکتبر ۱۹۹۳ به دنیا آمده‌است.
ویتینو در تیم‌های فوتبال بوتافوگو سابقهٔ حضور دارد.